# Пречистая Діва сина породила
«Пречистая Діва сина породила» —  українська колядка. Має культово-релігійний характер. У колядці переспівується євангельський сюжет про народження Ісуса Христа у Вифлеємі, згадуються події Різдва.

## Текст
Пречистая Діва Сина породила. Ой рано!
 Ой рано-раненько, радуйся, земленько.
 Христос народився (2).
 Ангели співають, пастирям звіщають: Слава на небі
 Слава на небі, а спокій на землі,
 Всім людям спасіннє (2).
 А за блиском зорі, ідуть в покорі
 Три славнії царі! 
 Три славнії царі і приносять дари
 Христу в офіру (2)
 І ми також нині, Ісусу Дитині
 Поклін всі віддаймо!
 Поклін всі віддаймо, його прославляймо
 Щирим серцем та чистим (2).
 Пречистая Діва Сина породила. Ой рано!
 Ой рано-раненько радуйся земленько.
 Христос народився.
 Пречистая Діва Сина породила. Ой рано!
 Ой рано-раненько радуйся земленько.
 Христос народився.